# Rapid river
Een rapid river is een type wildwaterbaan met (meestal) ronde boten waarbij de boten elkaar kunnen inhalen in een brede licht afdalende waterbaan met daarin vaak stroomversnellingen en slingeringen.

## Geschiedenis
De eerste rapid river werd gebouwd door Intamin in het inmiddels gesloten Astroworld naar idee van Bill Crandall. De baan werd geopend in 1980 onder de naam Thunder River. In Nederland werd in 1983 de Piraña in de Efteling geopend en was de eerste wildwaterbaan met ronde bootjes in Europa. Het is met 600 meter tevens de langste wildwaterbaan van Nederland. De attractie heeft destijds 16 miljoen gulden (7,25 miljoen euro) gekost.

## Techniek

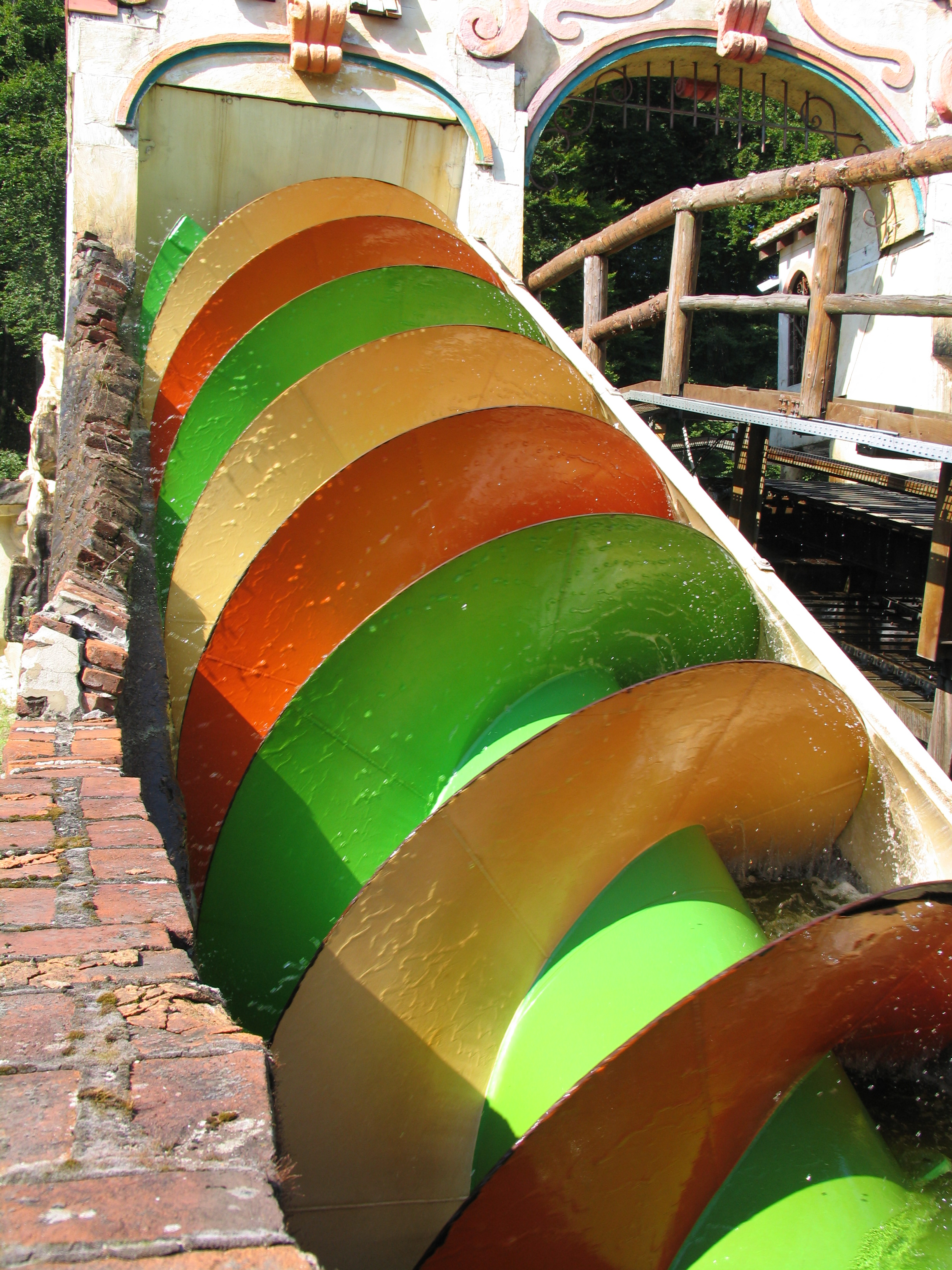
De pompen (schroef van Archimedes) van Rio Grande in Fort Fun Abenteuerland

Een rapid river is een gesloten waterloopsysteem dat bestaat uit een of meer goten gevuld met water. De goten zijn op veel plaatsen beduidend breder dan de vaartuigen, waardoor deze zich vrij van enige geleiding door de stroomversnellingen kunnen bewegen. De stroming komt tot stand door het bewust in de goten gebouwde afschot in combinatie met de pomprichting van het water. Een van de typen pompen die gebruikt worden is de schroef van Archimedes.
Voor het in- en uitstappen wordt vaak een meedraaiend station gebruikt zodat de boten de stroming niet hinderen. De passagiers stappen over op een langzaam meedraaiend platform dat ten opzichte van de boten stilstaat. Ergens in het totale rondje dat de boten varen bevindt zich een optakeling, dit kan een bandoptakeling of verticale lift zijn.
Bij sommige rapid rivers wordt ook gebruikgemaakt van grote glijbanen waar de boten vanaf glijden, de extra snelheid die de boot krijgt resulteert in een grote 'splash' zoals bij de Shoot-the-Chute. Rapid rivers waar dergelijke glijbanen zijn ingebouwd zijn River Quest in Phantasialand en de Kali River Rapids in Disney's Animal Kingdom.

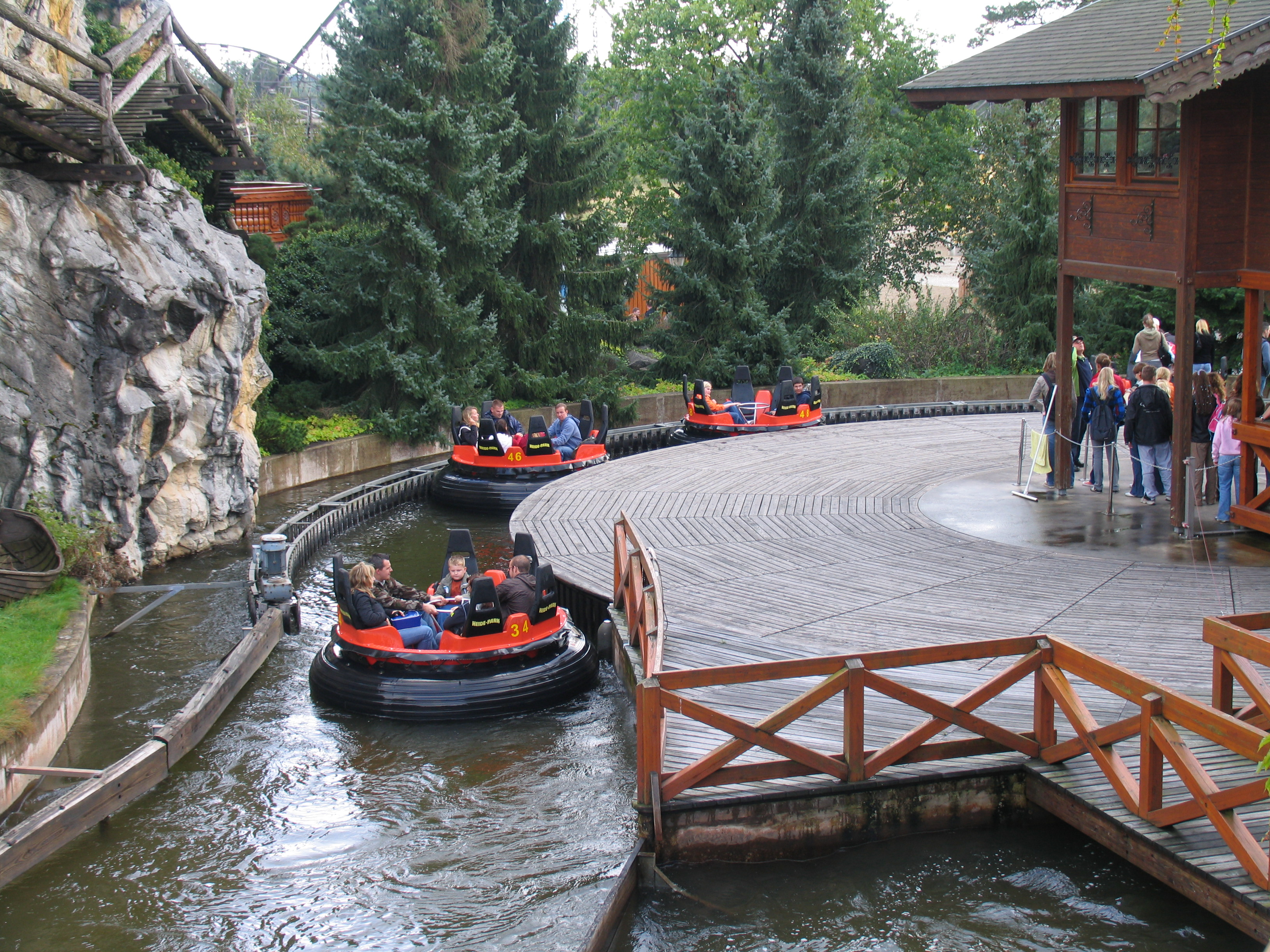
Het meedraaiend station van Mountain Rafting in Heide-Park
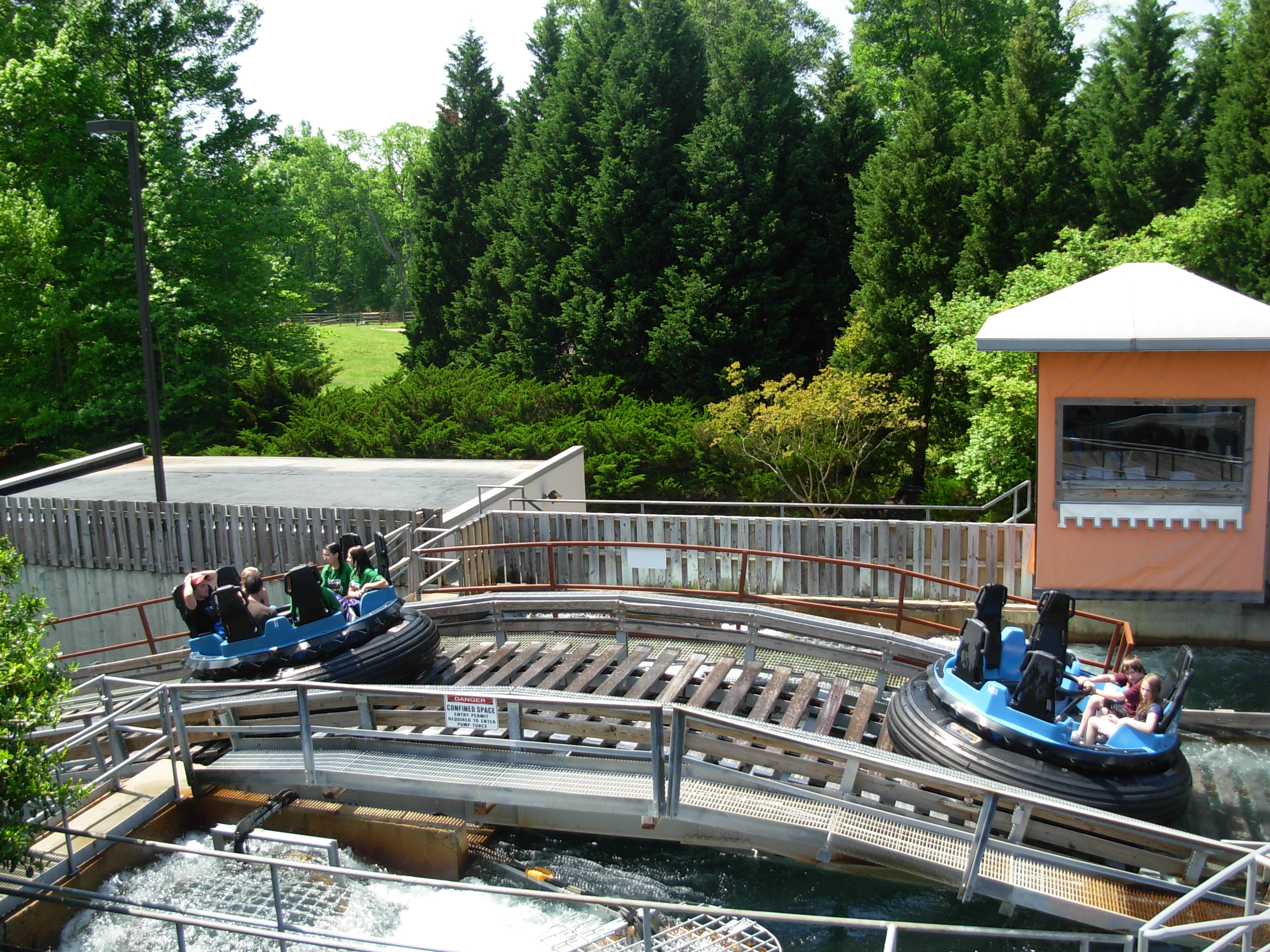
De bandoptakeling van Roman Rapids in Busch Gardens Europe
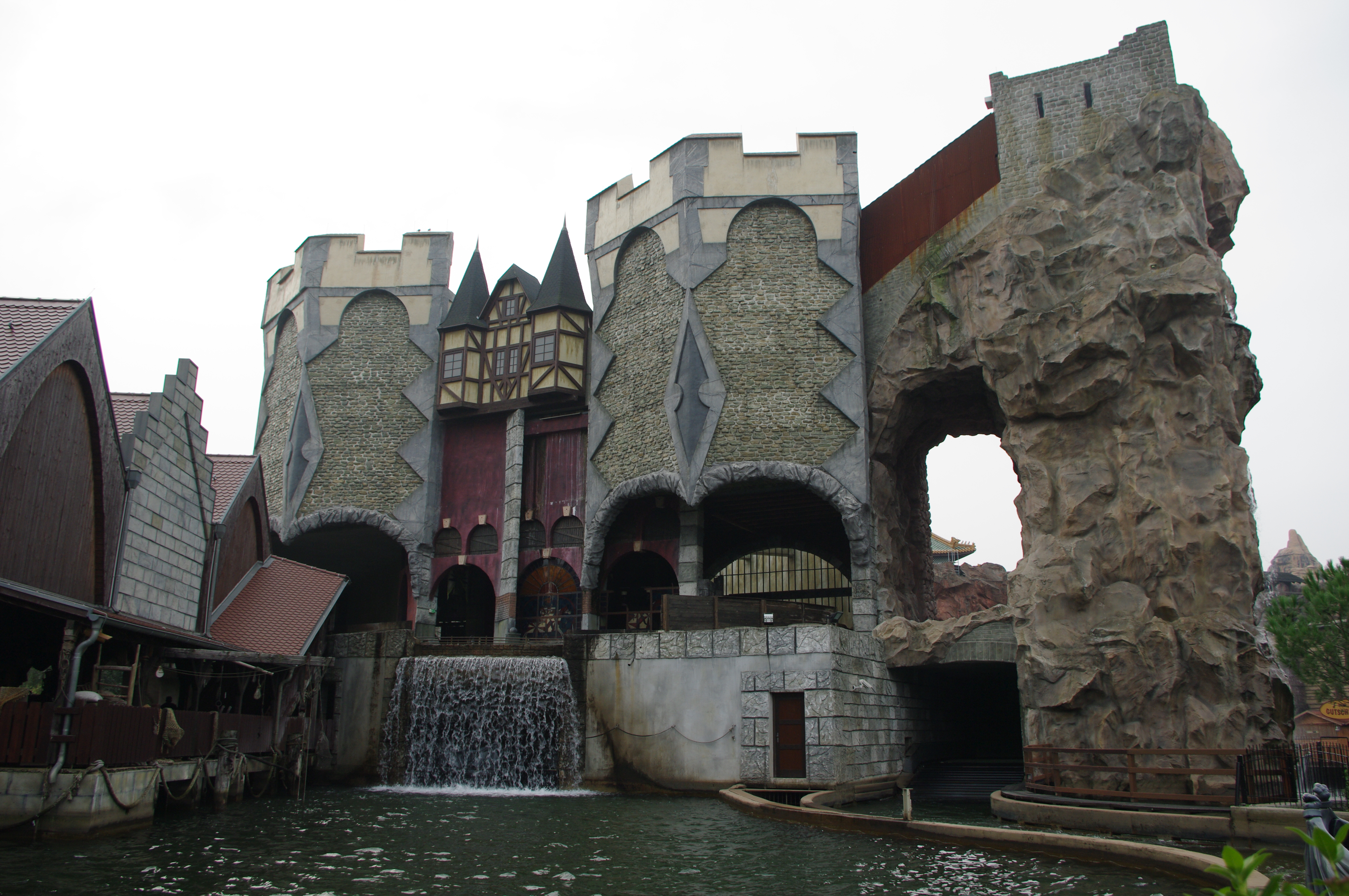
Rechts de toren van River Quest in Phantasialand met daarin twee verticale liften met daarna een eerste afdaling

### Waterelementen

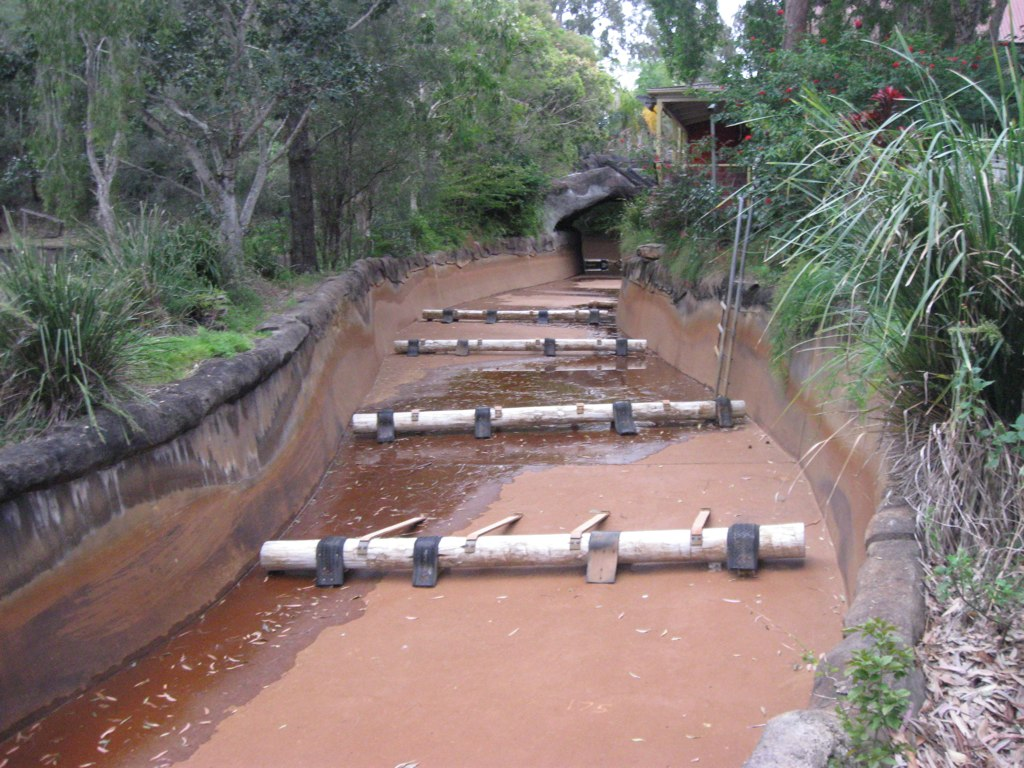
De leeggepompte baan van Thunder River Rapids Ride in Dreamworld met daarin de balken die voor de verstoring van de stroming zorgen

De diverse waterelementen in een rapid river zorgen voor de waterkolken, stroomversnellingen en het nat maken van de bezoekers. Gebruikelijke elementen zijn:
- Draaikolk
- Watervallen; watervallen zijn voornamelijk ingebouwd in de baan vanwege de spanning, de ongecontroleerd varende boten kunnen er vaak deels onder varen. De boot zal nooit door een grote waterval varen in verband met de grote hoeveelheid water die daarbij in de boot terechtkomt, maar de passagiers zullen vaak met angst zien dat ze de waterval naderen.
- Stroomversnellingen; stroomversnellingen kunnen worden gerealiseerd met balken onder in de baan waardoor de stroming verstoord wordt.
- Fonteinen; een fontein in het midden van de baan kan bij het overvaren van de boten de passagiers natmaken en heeft hiermee een gelijkwaardige spanningsfunctie als de watervallen.

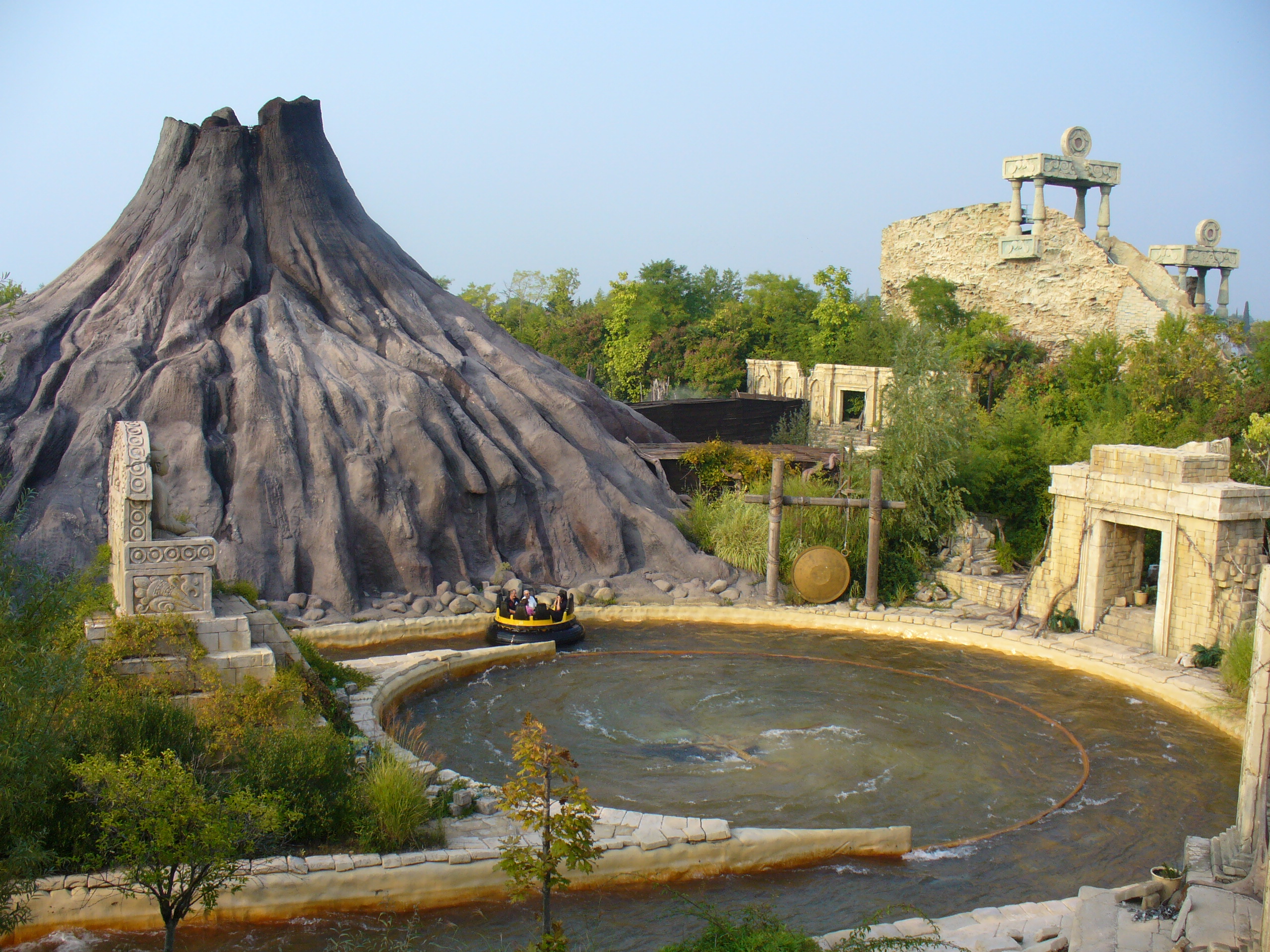
De draaikolk van Jungle Rapids in Gardaland
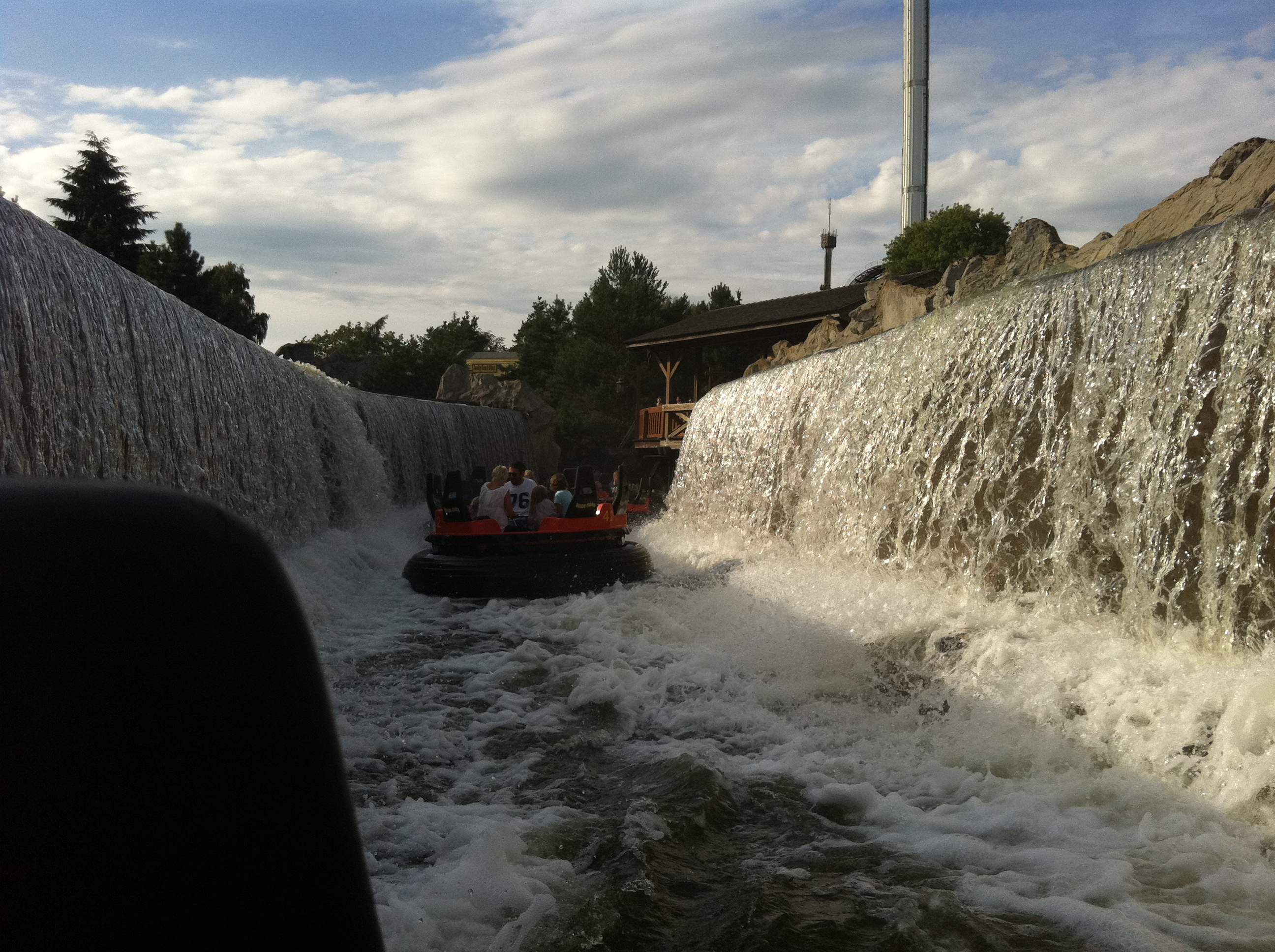
De watervallen van Mountain Rafting in Heide-Park

In sommige rapid rivers zijn ook nog waterkanonnen ingebouwd. In Europa-Park heeft de baan Fjord-Rafting diverse waterkanonnen die de omstanders (tegen betaling) op een door hen gekozen moment kunnen laten afgaan. Radja River in Walibi Belgium had tot 2008 op het einde van de rit ook waterkanonnen. Deze waterkanonnen waren een van de effecten van de attractie. Deze kanonnen waren ingebouwd aan de top van twee rotsformaties, waar bezoekers onderdoor voeren. Deze kanonnen werden gevolgd door een gigantische golf, die vaak een halve boot overspoelde. Omdat het park zeer vaak klachten kreeg van bezoekers die de attractie té nat vonden, werden deze verwijderd. Bij de start van seizoen 2013 keerden deze echter terug, samen met nog enkele effecten die jaren niet meer actief waren. Ook de Piraña in de Efteling heeft sinds november 2013 twee waterkanonnen in de vorm van beelden. Omstanders kunnen de kalme waterstralen die hieruit komen, omtoveren tot een felle watervlaag door hun handen in kleinere beelden op de waterkant te steken. De waterkanonnen zijn echter zo gericht, dat de omstanders zelf ook nat kunnen worden.

### Boten

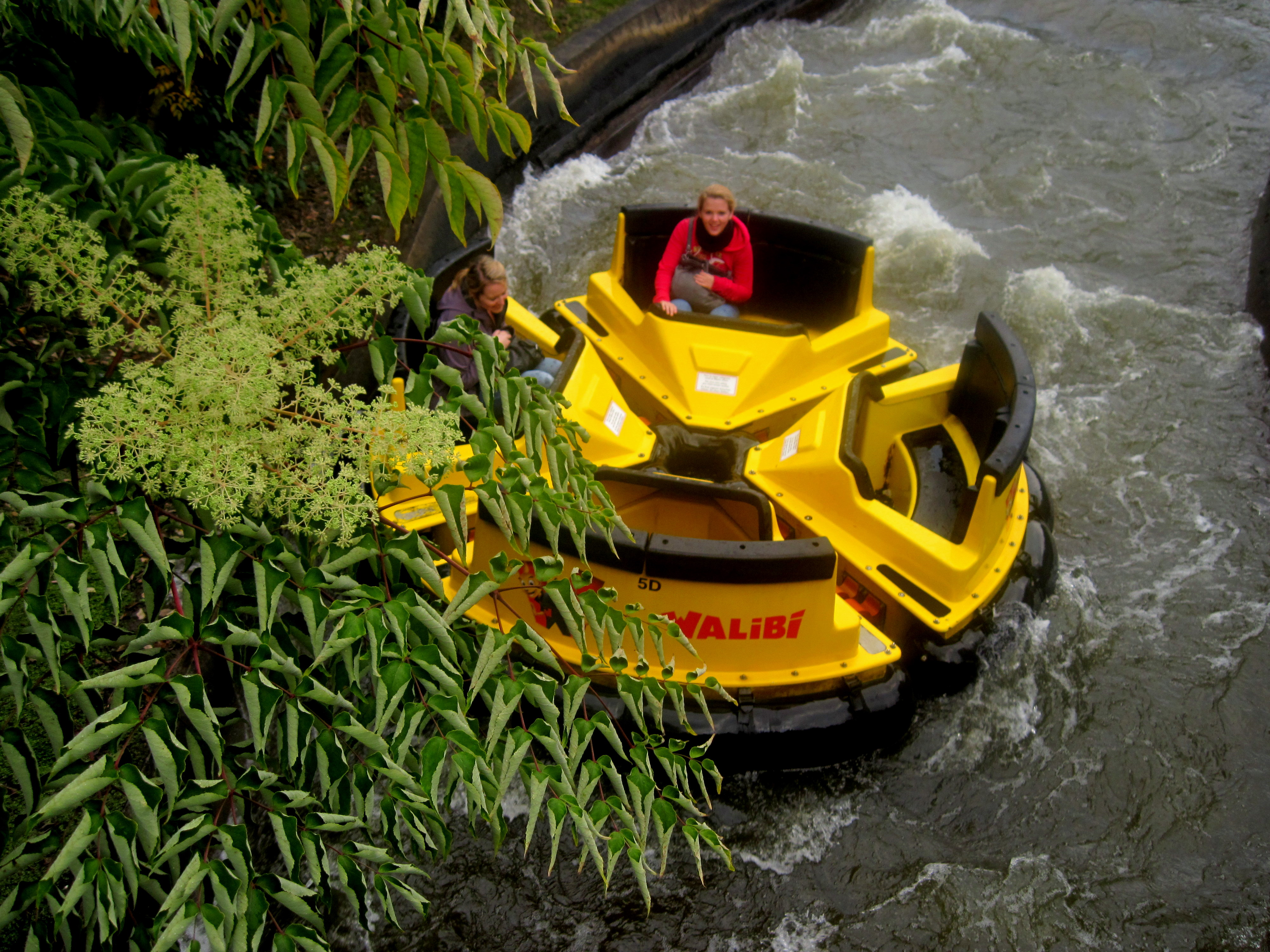
De boten van El Rio Grande in Walibi Holland bestaan uit meerdere delen

De boten van de rapid river zijn rond en bieden plaats aan groepen tot een maximum van 12 personen. De passagiers zitten in een cirkelvormige opstelling en kijken naar binnen toe. De buitenkant van de boot lijkt vaak op een grote opgeblazen band die naast drijfvermogen ook een bumperfunctie heeft. Buiten de standaard cirkelvormige boten uit 1 stuk zijn er ook varianten waarbij de boot in delen is opgedeeld die door middel van flexibele delen aan elkaar zijn gemaakt. Dit principe werd ontwikkeld door Bellewaerde, en is intussen al in verschillende pretparken te vinden. Een voorbeeld hiervan zijn de boten van El Rio Grande in Walibi Holland, de delen onderling kunnen (afhankelijk van het gewicht) dieper in het water liggen of schever komen te liggen bij plotselinge hoogteveranderingen.

## Verschillen met andere wildwaterbanen
Twee belangrijke verschillen met het type boomstamrivier zijn het veel mindere hoogteverschil van de rapid river en de bredere baan waardoor de boten elkaar in kunnen halen. Ook bepalen de stroming van het water en de andere boten in het water de snelheid en richting van de vaartuigen. Het gaat dus niet om de snelheid van de afdaling maar de bereikte snelheden door de stromingssnelheid van het water. Het parcours brengt de boten vaak door stroomversnellingen en kleine hoogteverschillen en langs watervallen. Het is dan ook vooral het verrassingseffect van plotseling opspattend of neerstortend water en de onzekerheid vooraf hoe nat de bezoeker zal worden die het attractietype populair maken. De verschillen met de Shoot-the-Chute liggen in het feit dat deze attractie een zeer grote afdeling met hoogteverschillen kent en de hierbij gebruikte vaartuigen niet rond zijn en er meer mensen in kunnen plaatsnemen.

## Fabrikanten
De bekendste fabrikanten van rapid rivers zijn: Intamin AG (26 stuks in Europa), Hafema (8 stuks in Europa) en Vekoma (2 stuks in Europa).

## Voorbeelden van rapid rivers
In Nederland zijn vier vast geïnstalleerde rapid rivers te vinden: Piraña in de Efteling, El Rio Grande in Walibi Holland, Djengu River in Toverland en Sungai Kalimantan in Avonturenpark Hellendoorn. In België zijn ook drie rapid rivers te vinden: de Bengal Rapid River in Bellewaerde, El Rio in Bobbejaanland en de Radja River in Walibi Belgium.

## Galerij

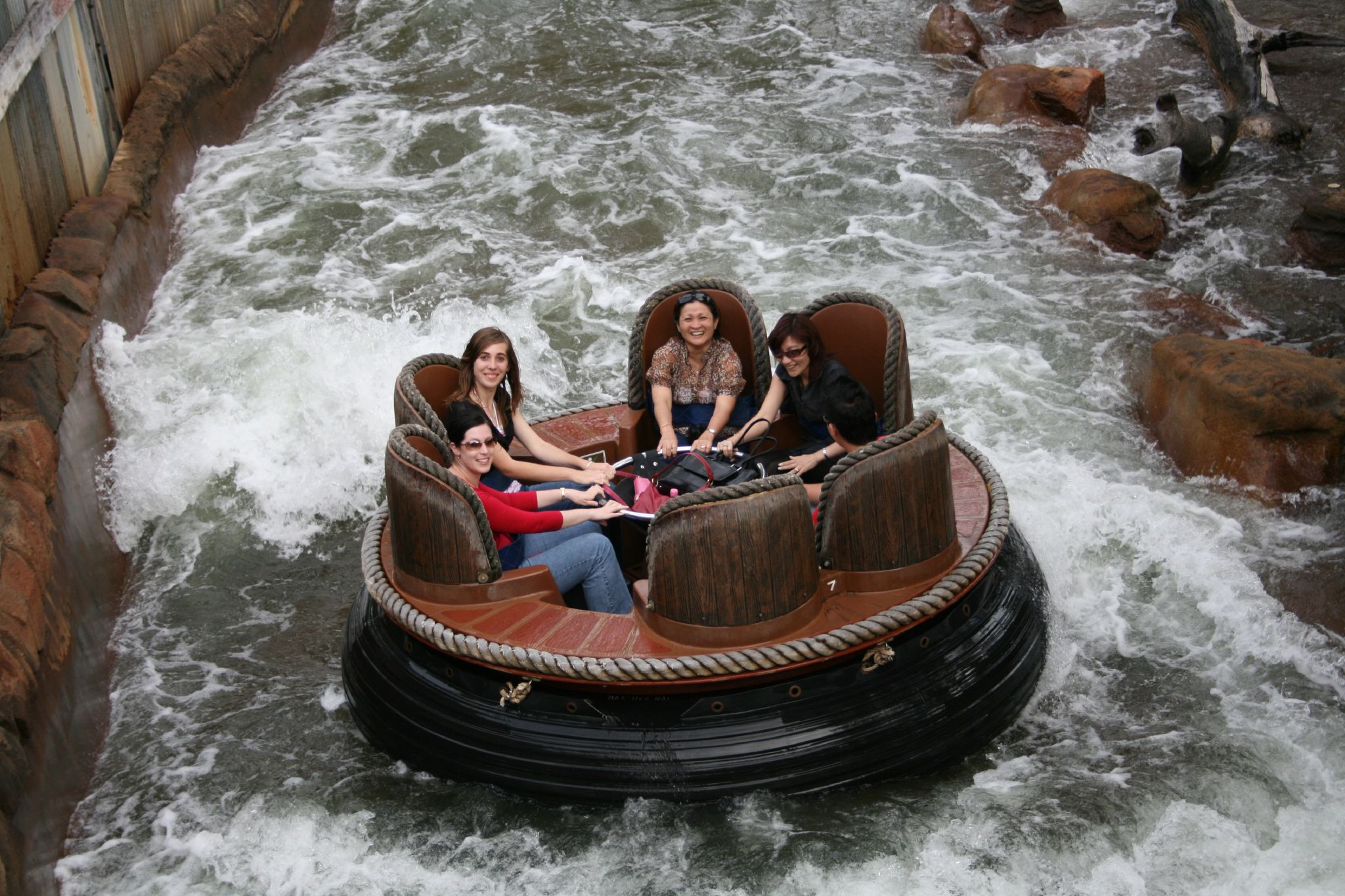
De Thunder River Rapids Ride in Dreamworld
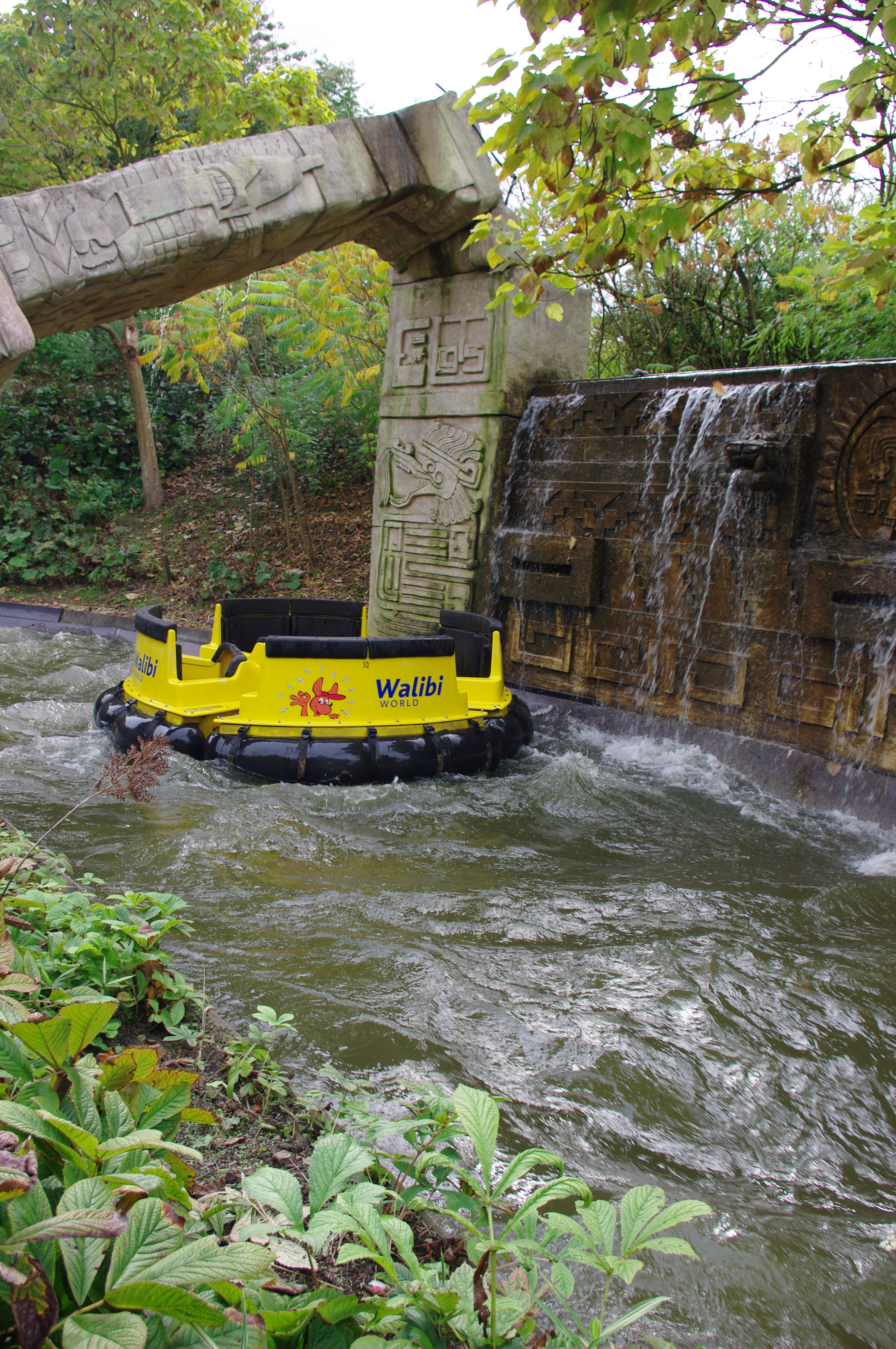
El Rio Grande in Walibi Holland
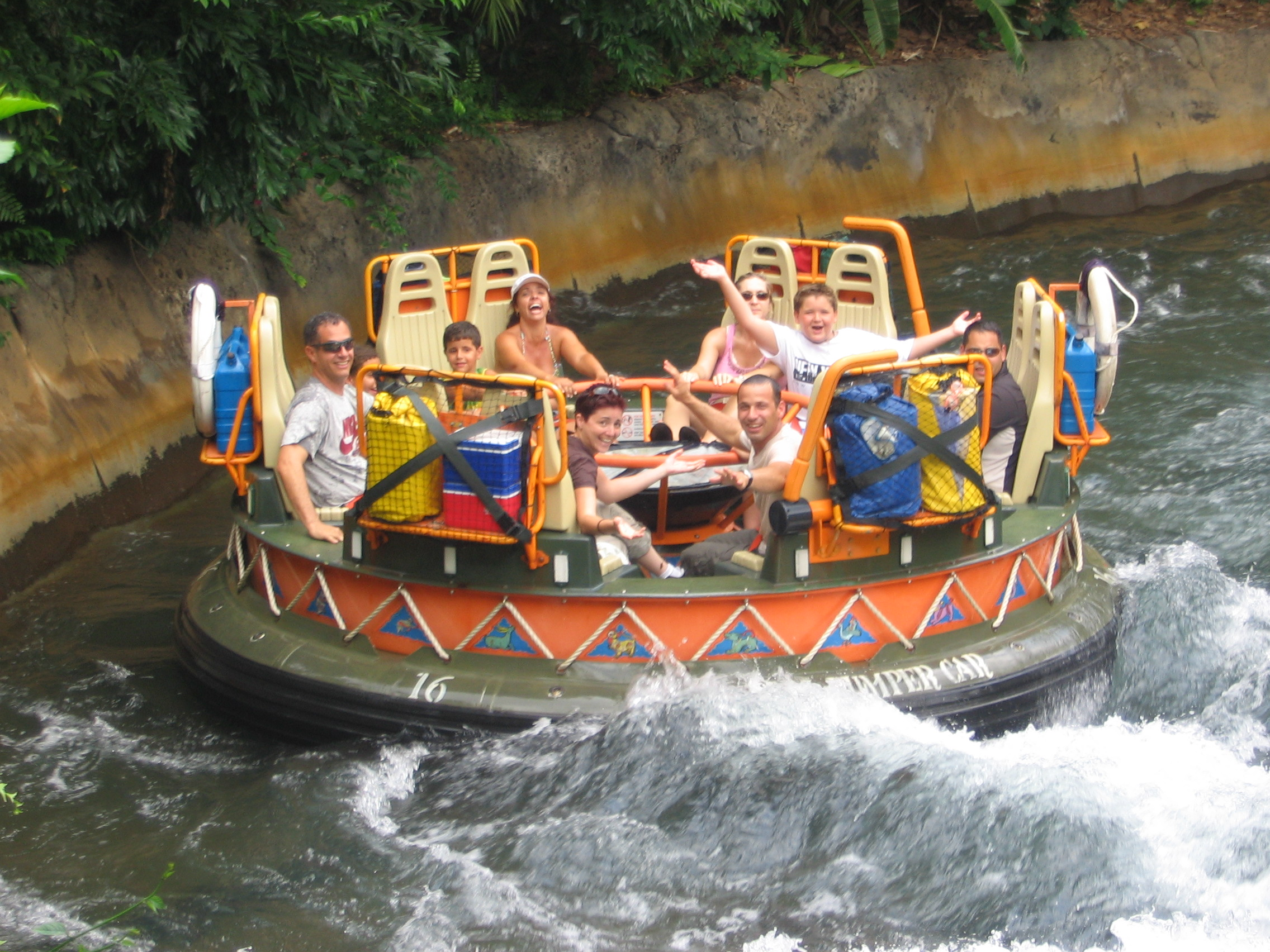
Een boot van de Kali River Rapids in Disney's Animal Kingdom